# Mikroplatba
Mikroplatba či mikrotransakce je označení pro finanční transakce s malými obnosy. Termín se používá zejména pro platby na Internetu a hranice „malosti“ je vnímána různě. Například PayPal označuje jako mikroplatby platby do výše 12 amerických dolarů, zatímco Visa rozumím mikroplatbami platby do výše 20 dolarů. Původní představu o mikroplatbách coby skutečně malinkých platbách v řádu centů respektive haléřů tak dnes splňují spíše méně rozšířené platební systémy typu Bitcoin, systémy jako Flattr provázené se sociálními sítěmi, nebo obchodování ve virtuálních měnách internetových her.

## Historie
Myšlenka mikroplateb zažila velký rozvoj v devadesátých letech dvacátého století v reakci na vznik elektronického obchodování a prodejného mediálního obsahu na Internetu. Podle původních představ měly mikroplatby usnadnit prodej mediálního obsahu a pro poskytovatele obsahu tak být alternativou k prodeji reklamy a platbám za kliknutí.
V té době založily i velké zavedené firmy, jako IBM nebo Compaq, svá oddělení pro vývoj mikroplateb. Mikroplacením se zabývala i akademická sféra, výzkum možných standardů probíhal například na univerzitě Carnegie Mellon a v rámci konsorcia W3C. To v té době zvažovalo přímou podporu mikroplateb v jazyce HTML a dokonce jejich podporu v stavových kódech HTTP. Později ovšem konsorcium od těchto aktivit upustilo.